# XInclude
XML Inclusions (neboli XInclude) je obecný mechanismus pro slučování XML dokumentů vyvinutý W3C; pomocí speciálních značek v „hlavním“ dokumentu lze automaticky zahrnout jiné (textové) dokumenty nebo části XML dokumentů. Výsledný dokument bude jediný složený XML Information Set.

## Způsob použití
Před použitím XInclude je třeba deklarovat jmenný prostor XML http://www.w3.org/2001/XInclude, standardně pod názvem xi. K tomu je třeba do hlavního elementu XML dokumentu nebo do rodiče elementu, do něhož má být vložen obsah, doplnit atribut:
```
xmlns:xi="http://www.w3.org/2001/XInclude"
```

V místě, kam se má vložit obsah jiného souboru, je třeba vložit element <xi:include/>. Element může obsahovat atributy:
- href - URI souboru, jehož obsah má být vložený
- parse - způsob analýzy (parsingu) obsahu vkládaného souboru. Může nabývat hodnot "xml" nebo "text"
- xpointer - adresa vkládaného elementu souboru XML v formátu XPointer
- encoding - Kódování vkládaného textového souboru. Tento atribut se ignoruje, pokud atribut parse má hodnotu "xml"
- accept - obsah hlavičky "Accept" posílané na server při načítání cílového souboru.
- accept-language - obsah hlavičky "Accept-Language" posílané na server při načítání cílového souboru.

POZOR! Element <xi:include/> musí obsahovat alespoň jeden z atributů href nebo atribut xpointer.
Pokud soubor, na který se odkazuje atribut href, nelze načíst, bude vygenerována chybová stránka. Tomu je možné zabránit tak, že se do elementu <xi:include/> vloží element <xi:fallback/> obsahující text, který má být vložen místo obsahu vkládaného souboru. Pokud je <xi:fallback/> prázdný, nic není vloženo a není vygenerována žádná stránka.

## Příklady

### XML
Obsah „hlavního“ souboru http://example.com/soubor.xml:
```
<?xml version="1.0" encoding="utf-8"?>

<xml
 
xmlns:xi=
"http://www.w3.org/2001/XInclude"
>

   
Moje
 
oblíbená
 
barva
 
je

   
<xi:include
 
href=
"http://example.com/barva.txt"
 
parse=
"text"
 
encoding=
"utf-8"
>

      
<xi:fallback>
zelená
</xi:fallback>

   
</xi:include>
.

</xml>

```

Obsah souboru http://example.com/barva.txt:
```
modrá
```

Výsledek zpracování souboru http://example.com/soubor.xml:
```
<?xml version="1.0" encoding="utf-8"?>

<xml>

   
Moje
 
oblíbená
 
barva
 
je
 
modrá.

</xml>

```

### HTML
Vložení textového souboru license.txt s obsahem:
```
This document is published under GNU Free Documentation License
```

do „hlavního“ XHTML dokumentu:
```
<?xml version="1.0"?>

<html
 
xmlns=
"http://www.w3.org/1999/xhtml"

      
xmlns:xi=
"http://www.w3.org/2001/XInclude"
>

   
<head>
...
</head>

   
<body>

      
...

      
<p><xi:include
 
href=
"license.txt"
 
parse=
"text"
/></p>

   
</body>

</html>

```

dává:
```
<?xml version="1.0"?>

<html
 
xmlns=
"http://www.w3.org/1999/xhtml"

      
xmlns:xi=
"http://www.w3.org/2001/XInclude"
>

   
<head>
...
</head>

   
<body>

      
...

      
<p>
This
 
document
 
is
 
published
 
under
 
GNU
 
Free
 
Documentation
 
License
</p>

   
</body>

</html>

```

Mechanismus je podobný použití značky <object>, které je však dostupná pouze v HTML; XInclude je však určen pro libovolný XML formát, jako SVG nebo XHTML.

## Podpora
XInclude by měl být podporován renderovacím strojem Gecko 1.9 (používaný mimo jiné prohlížečem Firefox 3).
Částečná podpora je možná pomocí kódu v Javascriptu.
Podporu XInclude obsahuje například Xsltproc nebo XML editor Oxygen.